# Steve Cooper
Steven David Cooper (* 10. prosince 1979 Pontypridd) je velšský profesionální fotbalový trenér fotbalového klubu Leicester City a bývalý fotbalový hráč.

## Trenérská kariéra
Cooper získal trenérskou licenci v roce 2006 a začal působit u mládeže velšského Wrexhamu, o dva roky později se přesunul do akademie Liverpoolu. Během svého působení v Liverpoolu dohlížel na vývoj hráčů, jako jsou Raheem Sterling, Trent Alexander-Arnold a Ben Woodburn.
V roce 2014 se Cooper připojil k anglické mládežnické reprezentaci, kde nejprve trénoval tým do 16 let a následně reprezentaci do 17 let, se kterou v roce 2017 vyhrál mistrovství světa.
V roce 2019 se stal hlavním trenérem Swansea City, o dva roky později usedl na lavičku Nottinghamu Forest. S tehdy druholigovým klubem se mu podařilo hned ve své úvodní sezóně postoupit do nejvyšší soutěže, kterou nehráli od roku 1999. V říjnu 2022 prodloužil svoji smlouvu s klubem do roku 2025. S Nottighamem se v sezóně 2022/23 udržel v Premier League, v prosinci 2023 byl ale po sérii špatných výsledků z funkce odvolán. V červnu roku 2024 podepsal smlouvu s anglickým klubem Leicester City do roku 2027.

## Trenérské statistiky
K 9. lednu 2023
| Tým                  | Od              | Do                | Statistiky | Statistiky | Statistiky | Statistiky | Statistiky |
| Tým                  | Od              | Do                | Zápasy     | Výhry      | Remízy     | Prohry     | % Výhry    |
| -------------------- | --------------- | ----------------- | ---------- | ---------- | ---------- | ---------- | ---------- |
| Swansea City AFC     | 13. června 2019 | 21. července 2021 | 105        | 47         | 28         | 30         | 44,76      |
| Nottingham Forest FC | 21. září 2021   | prosinec 2023     | 67         | 34         | 15         | 18         | 50,74      |
| Leicester City FC    | 20. června 2024 | současnost        | -          | -          | -          | -          | -          |
| Celkem               | Celkem          | Celkem            | 172        | 81         | 43         | 48         | 47,09      |

## Ocenění

### Trenérská

#### Reprezentační

##### Anglie U17
- Mistrovství světa do 17 let: 2017[11]
- Mistrovství Evropy do 17 let: 2017 (druhé místo)[12]

#### Individuální
- Trenér měsíce EFL Championship: srpen 2019,[13] leden 2021,[14] duben 2022[15]